# 保守派 (中国共产党)
保守派是主要活跃于1980年代的中国共产党松散派系，与支持自由化、市場經濟的改革派相对。1990年代以来也指代思想傾向马列主义的中共官员。
保守派異質於保守主義。

## 词源
“保守派”和“改革派”的标签出现于1980年代，最初来源于境外媒体和政界人士。1987年，邓小平会见美国国务卿舒尔茨时说，“国外有些人过去把我看作是改革派，把别人看作是保守派。我是改革派，不错；如果要说坚持四项基本原则是保守派，我又是保守派。所以比较正确地说，我是实事求是派。” 1987年11月2日中共十三大新闻发布会上，时任中共中央总书记赵紫阳提到“国外一些朋友总认为中国有一个改革派，一个保守派，并以两派势力的消长来作为分析中国政治局势的依据。”

## 立场

### 概略
20世纪80年代，文革動蕩經由撥亂反正回歸秩序後，中共高层出现两种相互对峙的政治势力。改革派支持市场经济、自由民主、人权与法治等，具体主张是进一步加快市场化，并通过扩大政治参与和政治体制改革来实现宪政民主。保守派则主张修复文革破壞前的计划经济体制，保持对社会生活的严格控制，反对政治体制改革。保守派人物主要有陈云、李先念、王震、李鹏、薄一波、姚依林、邓力群、胡乔木等。

### 经济
在经济政策方面，保守派对邓小平力推的经济特区尤其是在上海建立经济特区的方案持谨慎态度，后来又在姓社姓资中反对大幅度市场化，支持市场经济的朱镕基一度被他们贬作“中国的戈尔巴乔夫”。一眾保守派則认为，毛泽东晚年陆续发动的“大跃进”、“四清”、“文革”誤解也搞乱了计划经济。保守派主张回到50年代陈云主导的第一个五年计划的基本经验，陈云在《陈云文选》中主张“计划经济为主，市场调节为辅”的鸟笼经济。

### 外交
中共保守派指戈尔巴乔夫是苏联解体、苏共崩溃的罪魁祸首，认为是他有意要葬送苏联和苏共。其中较为温和声音则批评他在政治改革问题上作了错误决策，主张只应该搞经济改革，不应当实行政治“开放”。
在外交政策方面，保守派秉持中苏交恶前亲近苏联的立场，在苏联解体后主张与前苏联国家、尤其是苏联的主要继承国俄罗斯保持紧密友好的关系。自1989年江泽民主政以来，在政治、军事上亲俄疏美即成为中华人民共和国外交的基本既定政策，并同时与白俄罗斯和哈萨克斯坦等其余独联体国家陆续建立高水平关系。因此保守派在外交方面也被称作“亲俄派”（中苏交恶前为“亲苏派”），使中国现行的外交方针被民间归纳为“国家安全靠俄国，经济发展靠西方”。

## 1980年代
保守派在1980年代早期主张“反对精神污染”，在1980年代中期“反对资产阶级自由化”和中共十三大“政治体制改革”，对胡耀邦在八六学潮中过于软弱不满，促成其下台，在1989年六四学运期间“反对动乱”，之后又发起“反和平演变运动”。宋平甚至主张成立中共中央“反对和平演变委员会”。
在此期间党内改革派也对保守派造成一定打击，比如保守派人物、时任中共中央书记处书记邓力群就在1987年1月胡耀邦辞职后同改革派赵紫阳竞争中共中央总书记一职时失败，之后在中共十三大的中央委员差额选举中落选，并随后在中顾委常委的差额选举中再次落选，仅当选中顾委委员，被迫退居二线。在邓力群退居二线后，被认为是保守派发声渠道的红旗杂志在1988年6月停刊并被求是取代，保守派的大本营中共中央书记处研究室也在中共十三大后的1987年11月被撤销。
但刘宾雁认为，鄧並沒有充分清洗保守派，他指出1980年代跟胡耀邦和自由派作对就是胡乔木、邓力群等保守派，他们反对改革、压制言论思想自由，所代表的是一个强大的官僚阶级，利用改革的机会谋取私利，私吞国家资产，限制言论自由实际就是保护这种腐败。也造成最終改革開放只有經濟層面實際突圍出去。

## 1990年代
1991年苏联保守派发动政变企图推翻戈尔巴乔夫时，保守派元老王震希望公开支持以亚纳耶夫为首的苏共保守派，但邓小平表示“韬光养晦、决不当头、有所作为”，中国政府没有公开发表支持政变的言论。
在改革派中共中央总书记赵紫阳被中共十三届四中全会罢免后，保守派一度占据上风。但在之后，时任国务院总理李鹏主导的三年治理整顿造成改革开放陷入停滞状态，經濟挫折使保守派势力大减。在1991年的姓资姓社争论和1992年邓小平南巡后，时任中共中央总书记江泽民改变路线，中共中央政治局在1992年3月发布正式决议，重新确立改革开放大趨勢。
在邓小平的提拔下，支持改革开放和市场经济的时任中共上海市委书记朱镕基在1991年被增补为国务院副总理，并在中共十四届一中全会上当选中共中央政治局常委。1993年3月，朱镕基在八届全国人大一次会议上接替退休的保守派的姚依林出任国务院第一副总理，并架空保守派的时任国务院总理李鹏，成为此后十年里中国经济实际上的话事人。同样是在1991年，因六四事件在中共十三届四中全会上被罢免的改革派成员胡启立、阎明复和芮杏文也相继复出，分别担任机械电子部副部长、民政部副部长和国家计委副主任。而发起姓资姓社争论的保守派人物、时任中共中央宣传部部长王忍之在中共十四大上落选中共中央委员，随后王忍之和同样支持保守派的人民日报总编辑高狄被调离，但在姓资姓社争论中支持改革派的主力人物周瑞金和施芝鸿则得到提拔。周瑞金在1993年升任人民日报副总编辑，而施芝鸿则被调入中共中央办公厅，并在日后成为中共中央政治局常委、国家副主席曾庆红的秘书。1998年3月，保守派的李鹏卸任国务院总理并转任全国人大常委会委员长，改革派朱镕基顺利出任国务院总理并全面主持中国经济工作。
中共十四大确立社会主义市场经济后，以江泽民为核心的中共第三代领导集体逐渐形成，保守派的陈云、薄一波、姚依林和宋平退休，主要由中共元老组成的中顾委也被撤除。胡乔木（1992）、李先念（1992）、王震（1993）、姚依林（1994）、陈云（1995）等保守派元老也在1990年代初相继去世，邓力群（2015年去世）等年轻一代继续活动。 邓力群于1985年退下中宣部长一职，但在政策制定方面仍有一席之地，继续与自由派斗争。他还撰写了回忆录，跟敌人们算清旧账。

## 2000年代
2001年7月1日，中共中央总书记江泽民在“七一”讲话中提出允许企业家入党，招致包括邓力群、魏巍、吴冷西、林默涵等保守派的批评，在《中流》杂志上公开刊登《“七一讲话”是极其重大的政治错误事件》，造成《中流》在2001年8月被停刊。
2005年，《经济学人》评论胡锦涛执政之初被认为是改革派，但执政三年后被认为是保守的威权主义者, 胡锦涛把古巴和朝鲜看作是如何保持党的思想作风的典范，发起了一场反对新自由主义的宣传运动。但在胡锦涛主政期间担任国务院总理的温家宝被广泛认为是改革派成员。
维基解密披露，2008年11月，由于中共改革派刊物《炎黄春秋》多次刊登涉及前中共中央总书记赵紫阳的文章，江泽民担心自己的影响会因此被削弱甚至否定，要求分管意识形态的时任中共中央政治局常委李长春严肃处置，文化部以杂志相关人员年龄过大劝其退休。但在时任中共中央总书记胡锦涛的干预下，时任社长杜导正得以继续任职。

## 2010年代
2007年中共十七大后担任中共中央政治局委员、中共重庆市委书记的薄熙来也被认为是保守派，但薄熙来在2012年因王立军事件而倒台，其后被揭露出的海伍德死亡案等事件也对薄熙来代表的中共保守派声誉造成严重损害。《产经新闻》认为，薄熙来在中国政治保守派和贫困层之间仍有支持力量。日本《每日新闻》报道，中共改革派总理温家宝对保守派的太子党薄熙来不满，在北京会晤香港来访者时，罕见地发出激烈的愤怒言辞，称中国政治改革正在受到封建社会残余和文革遗毒的阻碍。
2012年2月和3月王立军事件和薄熙来事件相继爆发之后，中国当局开始封锁或关闭了乌有之乡、毛泽东旗帜网等一些在中国保守派支持者中颇具影响的论坛网站。同年夏季北戴河会议期间，日本共同社报道，超過1600名中共保守派老幹部和學者反击，聯名寫信給中共中央，要求罷免改革派總理溫家寶，信中指温家宝亲自指示关闭了支持薄熙来的保守派網站，其中包括乌有之乡网。但温家宝的仕途并未受到影响，温在同年11月召开的中共十八大后到龄卸任中共中央政治局常委，并在次年3月的两会后届满卸任国务院总理退休。
路透社报道，中共十八大前几个月，在中共保守派元老压力下，两名改革派中共广东省委书记汪洋和中共中央组织部部长李源潮出局，后者被俞正声取代。十八大被认为是“政治保守主义的胜利”，其中江泽民发挥了重要作用，习近平本人在江泽民派系的支持下五年前突然取代胡锦涛属意的李克强成为总书记人选，新常委中的张德江、刘云山、张高丽都是江派人马。
《纽约时报》专栏作家纪思道在2013年初预测习近平将成为一位改革派领袖，并称毛泽东的遗体将被运出天安门广场，而诺贝尔和平奖得主刘晓波将获得释放。2013年《关于当前意识形态领域情况的通报》发布后，德国之声、明镜新闻据此认为习近平是保守派。高文谦认为存在两个习近平，一个血管里流淌着他父亲习仲勋作为党内开明派的血，另一个习近平是共产党红色江山的传人，要看哪个习近平会占上风。
2018年修宪终结“领导人连任限制”之后，一些改革派中共党员因反对习近平的“独裁统治”被开除党籍，如原中共中央党校教授蔡霞、红二代商人任志强等。
2022年中共二十大召开后，习近平打破改革开放以来的常规，再次连任中共中央总书记，国务院总理李克强和全国政协主席汪洋等改革派官员退休，习近平势力全面控制党政军各机构。